# The Cribs
The Cribs jsou anglická indie rocková skupina původně z Wakefieldu ve West Yorkshire. Skupina se skládá z dvojčat Garyho a Ryane Jarmana a jejich mladšího bratra Rosse Jarmana. Mezi lety 2008–2011 byl člen i kytarista Johnny Marr (ex-The Smiths a Modest Mouse).
Do roku 2015 se tři jejich desky umístili v TOP 10 UK. Jejich nejznámější písní zůstává Men’s Needs z roku 2007, která se vyšplhala na 17. místo britské hitparády.

## Členové
Současní členové
- Gary Jarman – basa, zpěv (2001–současnost)
- Ryan Jarman – kytara, zpěv (2001–současnost)
- Ross Jarman – bicí (2001–současnost)

Dřivější členové
- Johnny Marr – kytara (2008–2011)

## Diskografie
- The Cribs – 2004
- The New Fellas - 2005
- Ignore the Ignorant - 2009
- In the Belly of the Brazen Bull - 2012
- The New Fellas - 2005
- For All My Sisters - 2015